# Мафальда
Мафальда (італ. Mafalda) — муніципалітет в Італії, у регіоні Молізе,  провінція Кампобассо.
Мафальда розташована на відстані близько 185 км на схід від Рима, 45 км на північ від Кампобассо.
Населення — 1228 осіб (2014).

## Демографія
Населення за роками:

Станом на 1 січня 2023 року в муніципалітеті офіційно проживали 44 іноземці з 14 країн, серед них 21 громадянин країн Євросоюзу.

## Сусідні муніципалітети
- Дольйола
- Фрезаграндінарія
- Лентелла
- Монтенеро-ді-Бізачча
- Сан-Феліче-дель-Молізе
- Тавенна
- Туфілло